# Сухопутные войска Российской Федерации
Сухопу́тные войска́ (СВ) — вид вооружённых сил Российской Федерации (сухопутные войска), предназначенный для ведения военных (боевых) действий преимущественно на суше в целях обеспечения обороны и безопасности Российской Федерации. Предназначены для отражения агрессии противника на континентальных театрах военных действий, защиты территориальной целостности, суверенитета и национальных интересов России.
В состав СВ входят органы управления, организации, учреждения, заведения, предприятия и формирования следующих родов войск: мотострелковые войска, танковые войска, ракетные войска и артиллерия, войска ПВО и формирования специальных войск и служб (разведывательные, связи, РЭБ, инженерные, РХБЗ, информационных операций, технического обеспечения, охраны тыла, части и организации тыла).
Сухопутные войска являются наиболее многочисленным по боевому составу и разнообразным по вооружению и способам боевых действий видом Вооружённых сил Российской Федерации.

## История

### Формирование
Сухопутные войска Российской Федерации были созданы после распада СССР на основе объединений, соединений и воинских частей Сухопутных войск СССР,  которые достались ей в процессе раздела Вооружённых сил СССР.
Сразу же после распада СССР на основе Комитета по военной реформе при Государственном Совете СССР была создана рабочая группа под руководством генерал-полковника Волкогонова Д. А. для разработки основных нормативных документов по реформированию бывших единых Вооружённых сил. При этом, первоначально были предприняты усилия по сохранению единого военно-политического руководства вооружёнными силами путём создания на базе бывших Вооружённых сил Союза ССР Объединённых вооружённых сил СНГ, командующим которых был назначен последний министр обороны СССР Шапошников Е. И. Однако в условиях начавшегося процесса создания самостоятельных вооруженных сил, инициированного отдельными государствами СНГ, распоряжением Президента России № 158-рп, от 4 апреля 1992 г. была создана Государственная комиссия по созданию Министерства обороны, армии и флота Российской Федерации, которая в короткие сроки подготовила 13 томов с перечнем подразделений, частей и соединений, переводимых под юрисдикцию России.
7 мая 1992 Президент России Ельцин Б. Н. подписал указ № 466 о создании российских Вооружённых сил.
В состав ВС России в таких условиях вошли объединения, соединения, воинские части, учреждения, военно-учебные заведения, предприятия и организации Вооружённых сил СССР, на момент мая 1992 года располагавшиеся на территории России, а также находящиеся под российской юрисдикцией войска (силы) на территории Закавказского военного округа, Северо-Западной группы войск, Черноморского флота, Балтийского флота, Каспийской флотилии и 14-й гвардейской общевойсковой армии, дислоцированной в Молдавии (Приднестровье) общей численностью 2,88 млн человек.
К Вооружённым силам России отошли некоторые части и соединения из состава ЗГВ, СГВ и ЦГВ, находившиеся на территории стран Организации Варшавского Договора на момент распада СССР, воинские формирования, находящиеся за рубежом на территории бывшей ГДР, Монголии, Кубы и некоторых других стран:
Западная группа войск
- 9-я танковая Бобруйско-Берлинская Краснознамённая, ордена Суворова дивизия;
- 10-я гвардейская танковая Уральско-Львовская ордена Октябрьской революции Краснознамённая, орденов Суворова и Кутузова добровольческая дивизия имени маршала Советского Союза Р. Я. Малиновского;
- 12-я гвардейская танковая Уманская ордена Ленина Краснознамённая, ордена Суворова дивизия;
- 16-я гвардейская танковая Уманская ордена Ленина, Краснознамённая, ордена Суворова дивизия;
- 47-я гвардейская танковая Нижнеднепровская Краснознамённая, ордена Богдана Хмельницкого дивизия;
- 90-я гвардейская танковая Львовская ордена Ленина, Краснознамённая, ордена Суворова дивизия;
- 20-я гвардейская мотострелковая Прикарпатско-Берлинская Краснознамённая, ордена Суворова дивизия (кроме 29-го гв. мсп);
- 21-я мотострелковая Таганрогская Краснознамённая, Ордена Суворова дивизия;
- 27-я гвардейская мотострелковая Омско-Новобугская Краснознамённая, ордена Богдана Хмельницкого дивизия;
- 35-я мотострелковая Красноградская Краснознамённая дивизия;
- 57-я гвардейская мотострелковая Новобугская орденов Суворова и Богдана Хмельницкого дивизия;
- 94-я гвардейская мотострелковая Звенигородско-Берлинская ордена Суворова дивизия;
- 33-й и 41-й мотострелковые полки 207-й мотострелковой Померанской Краснознамённой дивизии;

Центральная группа войск
- 15-я гвардейская танковая Мозырская Краснознамённая, ордена Суворова дивизия;
- 31-я танковая Висленская Краснознамённая, орденов Суворова и Богдана Хмельницкого дивизия;
- 18-я гвардейская мотострелковая Инстербургская Краснознамённая, ордена Суворова дивизия;

Северная группа войск
- 6-я гвардейская мотострелковая Витебско-Новгородская дважды Краснознамённая дивизия;

39-я армия в Монголии
- 2-я гвардейская танковая Тацинская Краснознамённая ордена Суворова дивизия;
- 51-я танковая дивизия;
- 12-я мотострелковая дивизия;
- 41-я мотострелковая дивизия;
- 91-я мотострелковая дивизия;

На территории республик СССР
- 59-я гвардейская мотострелковая Краматорская Краснознамённая, орденов Суворова и Богдана Хмельницкого дивизия в Молдавии[11]
- 107-я мотострелковая дивизия в Литве[12]
- 127-я мотострелковая дивизия в Армении[13]
- 144-я гвардейская мотострелковая Ельнинская Краснознамённая, ордена Суворова дивизия в Эстонии[12]
- 145-я мотострелковая дивизия в Грузии[14]
- 147-я мотострелковая дивизия в Грузии[14]
- 201-я мотострелковая Гатчинская дважды Краснознамённая дивизия в Таджикистане.

127-я мотострелковая дивизия в Армении и 201-я мотострелковая дивизия в Таджикистане переформированы в 102-ю и 201-ю военные базы.
59-я гвардейская мотострелковая дивизия в Молдавии переформирована 1 июня 1997 года в 8-ю отдельную механизированную бригаду (расформирована в 2005 г.).
На первоначальном этапе создания в РФ собственных Вооружённых сил, Сухопутные войска, в том числе, столкнулись с рядом проблем объективного характера. Так, во-первых, находившиеся в пределах РФ военные округа по сути представляли собой базу для мобилизационного развёртывания войск и находившиеся на их территориях части и соединения войск были укомплектованы не по полному штату. Во-вторых, Сухопутные войска как и в целом Вооружённые силы в условиях распада СССР столкнулись с общим кризисом недофинансирования. В-третьих, в руководстве страны в то время не имелось единого четкого представления о том, какими должны быть Вооружённые силы РФ в целом, и Сухопутные войска как их составная часть.
На первоначальном этапе предполагалось при сохранении существующей видовой структуры и системы управления, создать «мобильные силы» — новое оперативно-стратегическое объединение на основе воздушно-десантных войск, морской пехоты, легких соединений Сухопутных войск, частей военно-транспортной авиации, вертолетов, других необходимых сил и средств, способных к оперативному решению поставленных задач. При этом, предполагалось значительно сократить общее число объединений и соединений и довести их укомплектованность до полного состава (при полной ликвидации частей не полного состава). Предполагался переход от армейской и дивизионной структуры управления Сухопутными войсками к корпусной и бригадной. Однако, многое из запланированного так и осталось на бумаге. В начале 1990-х годов приобрело массовый характер переформирование дивизий в бригады. Однако большинство из них было вскоре расформировано или преобразовано в БХВТ. Были созданы следующие мотострелковые бригады:
- 18-я отдельная мотострелковая бригада — на базе 107-й мотострелковой дивизии
- 20-я отдельная мотострелковая бригада — на базе 111-й мотострелковой дивизии
- 30-я отдельная мотострелковая бригада — на базе 16-й мотострелковой дивизии
- 62-я отдельная мотострелковая бригада — на базе 54-й мотострелковой дивизии
- 74-я отдельная гвардейская мотострелковая бригада — на базе 94-й гвардейской мотострелковой дивизии
- 131-я отдельная мотострелковая бригада — на базе 9-й мотострелковой дивизии
- 132-я отдельная мотострелковая бригада — на базе 156-й мотострелковой дивизии
- 135-я отдельная мотострелковая бригада — на базе 201-го мотострелкового полка 19-й мотострелковой дивизии
- 164-я отдельная мотострелковая бригада — на базе 242-й мотострелковой дивизии
- 165-я отдельная мотострелковая бригада — на базе 485-го отдельного мотострелкового полка СибВО
- 166-я отдельная гвардейская мотострелковая бригада — на базе 6-й гвардейской мотострелковой дивизии
- 167-я отдельная мотострелковая бригада — на базе 78-й учебной мотострелковой дивизии
- 168-я отдельная мотострелковая бригада — на базе 150-й учебной мотострелковой дивизии
- 169-я отдельная мотострелковая бригада — на базе 12-й мотострелковой дивизии
- 170-я отдельная мотострелковая бригада — на базе 52-й мотострелковой дивизии
- 171-я отдельная мотострелковая бригада — на базе 110-й мотострелковой дивизии
- 172-я отдельная мотострелковая бригада — на базе 79-й мотострелковой дивизии
- 173-я отдельная мотострелковая бригада — на базе 99-й мотострелковой дивизии
- 174-я отдельная мотострелковая бригада — на базе 192-й мотострелковой дивизии
- 176-я отдельная мотострелковая бригада — на базе 272-й мотострелковой дивизии
- 177-я отдельная мотострелковая бригада — на базе 73-й мотострелковой дивизии
- 178-я отдельная мотострелковая бригада — на базе 99-й мотострелковой дивизии
- 179-я отдельная мотострелковая бригада — на базе 78-й учебной мотострелковой дивизии
- 180-я отдельная мотострелковая бригада — на базе 21-й мотострелковой дивизии

Сухопутные войска России в этот период участвовали в восстановлении конституционного порядка в Чеченской республике, которая уже на этом этапе выявила многие недостатки проводимой военной реформы. Так, в условиях отсутствия в Сухопутных войсках укомплектованных по полному составу боеготовых частей, командование вынуждено было формировать сводные части, комплектуя их соединениями из разных частей со всей страны.

### Реформирование
В условиях нарастающего кризиса доверия к армии 16 мая 1996 года Президент РФ подписал указ № 722 «О переходе к комплектованию должностей рядового и сержантского состава ВС и других войск РФ на профессиональной основе», планировавший переход армии на профессиональную основу к 2000 году.
Последовавшие за назначением новым Министром обороны РФ И. Д. Сергеева преобразования (сокращение числа военных округов, формирование в каждой дивизии по одному полку по штату военного времени, перевод на штат военного времени отдельных мотострелковых бригад и ряда частей боевого обеспечения, а также всех дивизий и бригад воздушно-десантных войск, расформирование большинства частей и соединений сокращённого состава и «кадра» с обращением их личного состава на увеличение численности личного состава в частях и соединениях постоянной готовности) не привели к качественному скачку в повышении боеспособности Сухопутных войск, что и показала контртеррористическая операция на Северном Кавказе, в ходе которой остро встала проблема восполнения потерь в частях постоянной готовности.
Особенно болезненным и неудачным решением стала очередная ликвидация Главного командования Сухопутных войск в соответствии с Указом Президента Российской Федерации от 16 июля 1997 года «О первоочередных мерах по реформированию Вооружённых сил Российской Федерации и совершенствованию их структуры». В соответствии с ним Главкомат был упразднён и на его основе созданы Главное управление Сухопутных войск, управление ракетных войск и артиллерии, управление войсковой противовоздушной обороны и Управление армейской авиации. Каждое из них подчинялось непосредственно министру обороны Российской Федерации либо его заместителям (так, Главное управление сухопутных войск перешло в подчинение заместителю министра обороны генералу армии Топорову В. М.), при этом их руководители фактически не имели никаких распорядительных функций. В этой ситуации выдающуюся роль сыграл начальник Главного управления Сухопутных войск генерал-полковник Ю. Д. Букреев, сохранивший управленческие кадры упразднённого Главкомата и приложивший огромные усилия для его скорейшего восстановления.
В конечном итоге после больших споров в военном и политическом руководстве государства 24 марта 2001 года Президент Российской Федерации подписал Указ «Об обеспечении строительства и развития Вооружённых сил Российской федерации, совершенствовании их структуры», в соответствии с которым к 1 декабря того же года было восстановлено и приступило к работе Главное командование Сухопутных войск.
Тем не менее, численный и организационный состав Сухопутных войск РФ после сокращений и реорганизаций 1997—1999 гг. стабилизировался и оставался относительно неизменным почти десятилетие — до начала реформ 2008 года.
К 1998 году в Сухопутных войсках сформировано 3 новые полноценные дивизии (3, 19, 34), 5 бригад (74, 136, 138, 200, 205), 21 полк, которые полностью были укомплектованы личным составом.
В 1998 году Авиация Cухопутных войск выведена из состава СВ и переподчинена напрямую начальнику Генерального штаба ВС РФ.
В 2003 году при министре обороны РФ С. Б. Иванове был предложен новый план реформирования, согласно которому все части и соединения постоянной готовности должны были быть переведены на контрактный способ комплектования, остальные же части и соединения, базы хранения, а также военные учреждения комплектовались бы военнослужащими по призыву. Но при этом система мобилизационного развертывания так и оставалась без изменений. Программа же полного перевода частей постоянной готовности на контракт была сорвана из-за нехватки ресурсов.
Таким образом, к 2008 году хоть и были достигнуты определённые положительные сдвиги в реформировании армии, однако ни одна реформа так и не была доведена до конца.
Прошедшая в августе 2008 года война в Грузии ускорила принятие руководством страны и военного ведомства окончательного решения об отказе от мобилизационной системы, существовавшей ещё с советских времен, и необходимости создания в Сухопутных войсках частей и соединений, способных в максимально короткие сроки произвести развертывание и боевое выдвижение к месту выполнения задачи.
В условиях, когда программа набора контрактников даже для существующих частей постоянной готовности не выполнялась, Министерство обороны приняло решение отказаться от частей и соединений, полностью укомплектованных военнослужащими по контракту. Часть контрактников решено было уволить, а часть распределить между войсками на сержантские и старшинские должности. Бригады «нового облика» должны были комплектоваться военнослужащими срочной службы на должностях рядового состава, а военнослужащими по контракту — на должностях сержантского состава (старшинами). Переформирование на новые штаты подразделений, сокращение штатов штабов, а также расформирование кадрированных частей и соединений привели к резкому сокращению численности и офицеров. Переход Сухопутных войск к «новому облику» бригадной структуры организации был произведен в чрезвычайно сжатые сроки — уже к 1 декабря 2009 года.
К 1 декабря 2009 г. в Сухопутных войсках было создано 43 развёрнутые бригады и военные базы за рубежом бригадного состава, из которых 4 танковые, 3 десантно-штурмовые и 31 мотострелковая бригады, 4 военных базы за границей и 69-я бригада прикрытия. Дивизионный состав имела только 18-я пулемётно-артиллерийская дивизия. Мотострелковая бригада по штату должна была иметь 4200—4300 военнослужащих, а танковая бригада 2200—2300 военнослужащих. Также в составе СВ находились 1 разведывательная, 9 ракетных, 9 артиллерийских, 4 реактивные артиллерийские бригады.
В 2010 году было изменено военно-административное деление России путем упразднения всех шести существовавших военных округов с созданием взамен им четырёх укрупненных военных округов (Объединенных стратегических командований): Западного, Южного, Центрального и Восточного, причем под управление новых округов также были переданы силы ВВС и ПВО, и флоты. Количество управлений армий при этом было доведено до 10.

## Покровитель
Небесный покровитель Сухопутных войск — Святой Александр Невский. Гимн Сухопутных войск — «Вперед, пехота!» (автор музыки Игорь Матвиенко, авторы текста Александр Шаганов, Юрий Гладкевич, Игорь Матвиенко).

## Боевой и численный состав Сухопутных войск
Сухопутные войска РФ на начало 2024 года состояли из 16 дивизий, 99+ бригад, 4 военных баз, 79 мотострелковых полков из мобилизованных (включая полки мобилизованных ЛНР и ДНР).
|  | Дивизии - 12 мотострелковых - 3 танковые - 1 пулемётно-артиллерийская (18) Военные базы - 4 военные базы (4, 7, 102, 201) |  | Бригады - 35 мотострелковых и прикрытия - 2 танковые (5, 11) - 9 артиллерийских - 2 артиллерийских большой мощности (17, 45) - 4 реактивные артиллерийские - 12 ракетных |  | - 5 РХБЗ - 5 РЭБ - 16 зенитных ракетных - 2 разведывательные - 7 инженерных - 11 МТO - 1 бригада военной полиции |

Личный состав Сухопутных войск на 2024 год насчитывал 500 000 человек, включая мобилизованных и призывников.

## Боевое назначение, задачи и возможности
Сухопутные войска — самый многочисленный по боевому составу вид Вооружённых сил Российской Федерации. Они предназначены для разгрома группировок войск противника, овладения и удержания его территорий, районов и рубежей, отражения вторжений противника и его крупных воздушных десантов.
Основные задачи СВ классифицируются в зависимости от обстановки и делятся на три типа: в мирное время, в угрожаемый период и во время боевых действий. В мирное время СВ обязаны:
- поддерживать боевой потенциал и высокий уровень подготовки личного состава
- обеспечение готовности для оперативного и мобилизационного развертывания
- подготовка центров управления и подразделений к ведению военных действий
- создание запасов вооружений, боевой техники, материальных средств и готовность к их применению
- участие в миротворческих миссиях
- участие в ликвидации последствий аварий, катастроф и стихийных бедствий
- мероприятия по оперативному оборудованию территории страны

В угрожаемый период СВ выполняют задачи иного рода:
- наращивание численности личного состава и повышение боевой и мобилизационной готовности войск
- усиление сил и средств боевого дежурства, а также разведки за аналогичными силами вероятного противника
- оперативное развертывание группировок войск на угрожаемых направлениях
- увеличение объёмов подготовки резерва
- участие в проведении отдельных мероприятий территориальной обороны
- подготовка вооружения и военной техники к боевому применению, наращивание базы материально-технического обеспечения и возможностей ремонтных органов
- прикрытие государственной границы
- подготовка начальных операций оборонительного характера.

В военное время перед СВ возникают следующие задачи:
- стратегическое развертывание российской армии
- локализация возможных конфликтов и оборона с использованием частей постоянной готовности, а в случае необходимости — и частей резерва
- проведение оборонительных и контрнаступательных операций совместно со странами-участницами ОДКБ
- участие в отражении воздушно-космического нападения и десантов противника
- участие в ведении территориальной обороны.

## Структура
В Сухопутные войска входят следующие рода войск:
- Мотострелковые войска[α]
- Танковые войска[α]
- Войсковая разведка[31]
- Ракетные войска и артиллерия
- Войска ПВО Сухопутных войск
- Специальные войска

Организационно, сухопутные войска состоят из взводов, рот, батальонов, полков, бригад, дивизий, которые потом подчиняются управлению армии или напрямую округа. На 2024 год сухопутные войска насчитывали 15 общевойсковых армий, 1 танковую армию и 5 армейских корпусов (3, 11, 14, 44, 68) при общей численности около 550 000 человек (из которых 300 тыс. мобилизованные, 100 тыс. срочники).
| Округ                                         | Армия / корпус  | Дислокация штаба |
| --------------------------------------------- | --------------- | ---------------- |
| Ленинградский военный округ (Санкт-Петербург) |                 |                  |
| 6-я общевойсковая армия                       | Санкт-Петербург |                  |
| 11-й армейский корпус                         | Калининград     |                  |
| 14-й армейский корпус                         | Мурманск        |                  |
| 44-й армейский корпус                         | Петрозаводск    |                  |
| Московский военный округ (Москва)             |                 |                  |
| 1-я гвардейская танковая армия                | Одинцово        |                  |
| 20-я гвардейская общевойсковая армия          | Воронеж         |                  |
| 3-й армейский корпус                          |                 |                  |
| Южный военный округ (Ростов-на-Дону)          |                 |                  |
| 3-я гвардейская общевойсковая армия           | Луганск         |                  |
| 8-я гвардейская общевойсковая армия           | Новочеркасск    |                  |
| 18-я общевойсковая армия                      | Симферополь     |                  |
| 49-я общевойсковая армия                      | Ставрополь      |                  |
| 51-я гвардейская общевойсковая армия          | Донецк          |                  |
| 58-я гвардейская общевойсковая армия          | Владикавказ     |                  |
| Центральный военный округ (Екатеринбург)      |                 |                  |
| 2-я гвардейская общевойсковая армия           | Самара          |                  |
| 25-я общевойсковая армия                      | Екатеринбург    |                  |
| 41-я гвардейская общевойсковая армия          | Новосибирск     |                  |
| Восточный военный округ (Хабаровск)           |                 |                  |
| 5-я гвардейская общевойсковая армия           | Уссурийск       |                  |
| 29-я гвардейская общевойсковая армия          | Чита            |                  |
| 35-я общевойсковая армия                      | Белогорск       |                  |
| 36-я гвардейская общевойсковая армия          | Улан-Удэ        |                  |
| 68-й гвардейский армейский корпус             | Южно-Сахалинск  |                  |

## Учебные заведения
Академии
- Общевойсковая академия Вооруженных Сил Российской Федерации
- Военная академия бронетанковых войск (Москва) (расформирована в 1998 году)
- Михайловская военная артиллерийская академия
- Военная академия войсковой противовоздушной обороны Вооруженных Сил Российской Федерации имени Маршала Советского Союза А. М. Василевского

Высшие командные училища
- Благовещенское высшее танковое командное училище (расформировано в 1998 году)
- Дальневосточное высшее общевойсковое командное училище имени Маршала Советского Союза К. К. Рокоссовского
- Донецкое высшее общевойсковое командное училище
- Новосибирское высшее военное командное училище
- Московское высшее общевойсковое командное училище
- Казанское высшее танковое командное училище
- Омское высшее танковое инженерное училище (с 2008 года филиал ВА МТО)[30]
- Ульяновское гвардейское высшее танковое командное училище (расформировано в 1991 году)
- Челябинское высшее танковое командное училище (расформировано в 2007 году)
- Аксайский Данилы Ефремова казачий кадетский корпус[35]

## Вооружение и военная техника
Сухопутные войска Российской Федерации оснащаются преимущественно техникой российского и советского производства. Это танки, БМП, БТР, самоходные ПТРК, буксируемая и самоходная артиллерия (пушки, гаубицы, миномёты, РСЗО калибром от 122 до 300 мм), оперативно-тактические ракетные комплексы, средства ПВО, состоящие из ЗРК, зенитных пушек и ракетно-пушечных комплексов ближнего, малого, среднего и дальнего радиуса действия. Транспортные потребности удовлетворяются грузовиками и лёгкими внедорожниками. На вооружении имеются разведывательные БПЛА.
Стрелковое вооружение состоит из автоматов, снайперских винтовок, пистолетов; ручных, единых и крупнокалиберных пулемётов, ручных и автоматических гранатомётов; огнемётов; переносных ПТРК, ПЗРК.
|                    | В частях | На хранении |
| ------------------ | -------- | ----------- |
| ОТРК               | >200     |             |
| Танки              | 1750     | ~4000       |
| БМП                | 4050     | ~2800       |
| БТР                | >4700    | ~2300       |
| Буксируемые орудия | 220      | ~6890       |
| Самоходные орудия  | ~1583    | ~3610       |
| Миномёты           | ~1514    | ~1260       |
| РСЗО               | ~941     | 2350        |
| ЗРК                | >1520    |             |

## Знаки различия

### Генералы и офицеры
| Эквивалент НАТО | OF-10                       | OF-9          | OF-8              | OF-7              | OF-6          | OF-5      | OF-4         | OF-3  | OF-2    | OF-1              | OF-1      | OF-1              | OF (D)  |
| --------------- | --------------------------- | ------------- | ----------------- | ----------------- | ------------- | --------- | ------------ | ----- | ------- | ----------------- | --------- | ----------------- | ------- |
| Погон           |                             |               |                   |                   |               |           |              |       |         |                   |           |                   |         |
| Полевой погон   |                             |               |                   |                   |               |           |              |       |         |                   |           |                   |         |
| Звание          | Маршал Российской Федерации | Генерал армии | Генерал-полковник | Генерал-лейтенант | Генерал-майор | Полковник | Подполковник | Майор | Капитан | Старший лейтенант | Лейтенант | Младший лейтенант | Курсант |

### Прапорщики, сержанты и рядовые
| Эквивалент НАТО | OR-9              | OR-9      | OR-8     | OR-7            | OR-6    | OR-5            | OR-4     | OR-2    |
| --------------- | ----------------- | --------- | -------- | --------------- | ------- | --------------- | -------- | ------- |
| Погон           |                   |           |          |                 |         |                 |          |         |
| Полевой погон   |                   |           |          |                 |         |                 |          |         |
| Звание          | Старший прапорщик | Прапорщик | Старшина | Старший сержант | Сержант | Младший сержант | Ефрейтор | Рядовой |

Знаками различия в Сухопутных войсках Российской Федерации являются погоны, нарукавные знаки, эмблемы на углах воротника. Погоны различаются расцветками по функциональному предназначению (для парадной, повседневной и полевой формы). На левом рукаве формы у плеча носится нарукавный знак, указывающий на принадлежность к воинской части, соединению или военному округу (чуть выше может иметься нашивка «МС» для военнослужащих, выполняющих обязанности в составе миротворческих сил за рубежом). На правом рукаве формы у плеча носится нарукавный знак сухопутных войск или рода войск, либо знак принадлежности к части и подразделению. В углах воротника носятся эмблемы рода или вида войск — золотистого цвета на парадную и повседневную форму всех военнослужащих, стального (серого) цвета на полевую форму.

## День Сухопутных войск
31 мая 2006 года Президент Российской Федерации В. В. Путин подписал указ № 549 «Об установлении профессиональных праздников и памятных дней в Вооружённых силах Российской Федерации», в соответствии с которым было предписано отмечать День Сухопутных войск России 1 октября.
В 2015 году День Сухопутных войск России впервые отмечался на Преображенской площади Москвы. Здесь 1 октября в Храме Преображения Господня прошло архиерейское богослужение, на котором присутствовал Главнокомандующий Сухопутными войсками России генерал-полковник Олег Салюков. Перед началом богослужения были зачитаны приказ Министра обороны РФ Сергея Шойгу и указ Святейшего Патриарха Московского и всея Руси Кирилла, в соответствии с которыми Храм Преображения Господня официально стал главным храмом Сухопутных войск РФ.

## Главнокомандующие
- август 1991 — ноябрь 1996 — В. М. Семёнов, генерал-полковник, с 15.06.1996 генерал армии
- март 2001 — октябрь 2004 — Н. В. Кормильцев, генерал-полковник, с 11.06.2003 генерал армии
- ноябрь 2004 — июль 2008 — А. Ф. Маслов, генерал-полковник, с 15.12.2006 генерал армии
- июль 2008 — январь 2010 — В. А. Болдырев, генерал армии
- январь 2010 — апрель 2012 — А. Н. Постников, генерал-полковник
- апрель 2012 — декабрь 2013 — В. В. Чиркин, генерал-полковник
- декабрь 2013 — май 2014 — С. Ю. Истраков, генерал-лейтенант, врио
- май 2014 - май 2025 — О. Л. Салюков, генерал-полковник, с 22.02.2019 генерал армии
- с мая 2025 - А.Н. Мордвичёв, генерал-полковник

## Санкции
16 декабря 2022 года, на фоне вторжения России на Украину, Сухопутные войска Российской Федерации внесены в санкционный список всех стран Евросоюза так как «они приняли участие в агрессивной войне России против Украины. Следовательно, они несут ответственность за действия, которые подрывают или угрожают территориальной целостности, суверенитету и независимости Украины».
Также Сухопутные войска Российской Федерации внесены в санкционный список Швейцарии.

## Монеты
1 декабря 2017 года Банк России выпустил в обращение три серебряные монеты номиналом 1 рубль «Мотострелковые войска» в серии «Вооружённые силы Российской Федерации». На монетах изображены:
- эмблема Сухопутных войск Вооруженных Сил Российской Федерации;
- красноармеец, на втором плане: слева — Спасская башня Московского Кремля, справа — бронеавтомобиль БА-27;
- современный пехотинец и боевая машины пехоты Т-15[42]

## Музеи
- Военно-исторический музей бронетанкового вооружения и техники в Кубинке (на территории 38 НИИ МО РФ)
- Ленино-Снегирёвский военно-исторический музей (Снегири Истринского района Московской области)

## Галерея
- Эмблемы СВ России
- Флаг Сухопутных войск
- Большая эмблема Сухопутных войск
- Средняя эмблема Сухопутных войск
- Малая эмблема Сухопутных войск
- Нарукавный знак Сухопутных войск

- Военнослужащие СВ России
- Военнослужащий 205-й омсбр
- Сапёры 3-й мсд
- Танкисты 68-го тп
- Солдаты 4-й тд
- Миномётчики 7-й военной базы
- Солдат из отдельной роты БЛА 64-й омсбр
- Артиллеристы 147-го сап
- Артиллеристы 381-го ап
- Курсанты 1000-го учебного центра РВиА
- Артиллеристы 120-й абр